# Mikaela Knapp
Sara Mikaela Knapp, född 7 december 1988 i Göteborg, är en svensk skådespelare.

## Biografi
Knapp hade som åttaåring en mindre roll i Kristina från Duvemåla. Hon TV-debuterade 2007 i serien Upp till kamp, där hon gjorde rollen som Anna Berglund. 2007–2011 gjorde hon rollen som Jenny Huss i tolv filmer om Irene Huss. Hon har även medverkat i Vi hade i alla fall tur med vädret – igen (2008), kortfilmen As (2011), TV-serien Morden i Sandhamn (2013), filmerna Den som söker och Head Cases: Serial Killers in the Delaware Valley (båda 2013) och kortfilmen Frusen vänskap (2014).
Våren 2011 bildade Knapp den ideella föreningen Per.får.mens tillsammans med Olga Henriksson och Isabel Cruz Liljegren. Grupper gör föreställningar för ungdomar och vuxna, workshops och klubbperformances.
Mikaela Knapp är sambo med Josefina Nilsson.

## Filmografi
- 2007 – Upp till kamp (TV-serie) – Anna Berglund
- 2007 – Tatuerad torso – Jenny Huss
- 2008 – Vi hade i alla fall tur med vädret – igen – Magda
- 2008 – Nattrond – Jenny Huss
- 2008 – Eldsdansen – Jenny Huss
- 2007 – Den krossade tanghästen – Jenny Huss
- 2008 – Guldkalven – Jenny Huss
- 2008 – Glasdjävulen – Jenny Huss
- 2011 – Tystnadens cirkel – Jenny Huss
- 2011 – Jagat vittne – Jenny Huss
- 2011 – I skydd av skuggorna – Jenny Huss
- 2011 – En man med litet ansikte – Jenny Huss
- 2011 – Det lömska nätet – Jenny Huss
- 2011 – Den som vakar i mörkret  – Jenny Huss
- 2011 – As (kortfilm)
- 2013 – Morden i Sandhamn (TV-serie) – Sara
- 2013 – Den som söker – Ylva
- 2013 – Head Cases: Serial Killers in the Delaware Valley – offer
- 2014 – Frusen vänskap (kortfilm)
- 2015 – En delad värld (TV-serie) – Maja
- 2018 – Systrar 1968 (TV-serie)
- 2020 – Min pappa Marianne

## Musikal och teater
| År   | Roll | Produktion                            | Regi            | Plats               |
| ---- | ---- | ------------------------------------- | --------------- | ------------------- |
| 1996 |      | Kristina från Duvemåla                | Lars Rudolfsson | Göteborgsoperan     |
| 2018 | Nina | Det finns ingenting att vara rädd för | Sara Giese      | Uppsala Stadsteater |